# Техничка школа Пирот
Техничка школа Пирот је средња школа са седиштем у Пироту.

## Историјат
Као година оснивања Школе се узима 1878. година када је основана Трговачко-занатлијска школа у Пироту која је угашена 1879. године и која се спојила са гимназијском реалком. Једине занатске школе у том периоду су биле : Недељно-празнична занатлијска школа 1989, Девојачка приватна школа 1886, Девојачка раденичка школа 1900, Ћилимарска школа 1907..

### Између два рата
По завршетку првог светског рата, након формирања власти предузете су мере које се тичу просвете и школа. Школе које су радиле пре рата су наставиле свој рад. То се односи на четворогодишње школе, Гимназију у Учитељску. Од стручних школа су радиле Занатско-трговачка , која касније постаје Општа занатска и Стручна продужна школа, затим Женска занатска школа (1919-1941) и Трговачка школа пиротске-трговачке омладине.
После рата званични назив ове школе је Занатска школа. Ово је била једина школа која је припремала кадар за потребе занатства и трговине на овом подручју. Школа је уписивала само мушку децу па је стога била називана и Мушка занатска школа. Са формирањем Трговачке школе пиротске трговачке омладине (1923-1941.), настају неспоразуми јер обе школе уписују и занатске и трговачке ученике и помоћнике. У првој години рада Школе је било много проблема од којих је највећи финансирање јер општина није могла да је финансира из буџета. У Пироту је после ослобођења 1919. године било око 200 ученика. После рата па све до школске 1925/26 постојала су у Школи приправна одељења - разреди. У та одељења су уписивана деца која нису завршила основну школу па су по скраћеном програму припремана за упис у први разред ове Школе.

### После другог светског рата
По ослобођењу настављају да раде школе које су радиле пре рата - Женска занатска школа и Стручна продужна.
Стручна продужна је почела да ради негде око 1945. године мада нема података о тачном датуму. Просторије које су користили наставници и ученици ове Школе су заправо биле вежбаонице у Учитељској школи. Обавезу о похађању ове Школе су имали сви ученици који су закључили уговоре о изучавању заната без обзира на године старости, све до истека уговора, односно положеног испита за квалификованог радника.
У школској 1946/47 се примењивао нов наставни план и програм те су ученици имали предмете: српски језик, руски језик, рачун и геометрија, физика и хемија, географија и народна историја, слободоручно геометријско цртање, технологија, рачун за стоку, стручно цртање, књиговодство и кореспонденција, законодавство и наука о друштву, хигијена. Школа је тада образовала три разреда. Велики проблем ове Школе је био што се селила из једне у другу зграду што је отежавало рад. 1954. године Школа најзад добија своју зграду УДБ-е на којој су радови завршени октобра месеца.
Педесетих година двадесетог века, Школа је имала 4 типизирана одељења металне, дрвопрерађивачке и кожарске струке као и 3 мешовита одељења разних струка и занимања.
Године 1959. се Школа сели поново и то у основну школу "Вук Караџић".
У периоду од 1967. године конституисани су типови средњих школа и тако је ова Школа добила статус средње школе. Школу су могли да упишу само деца са завршеном основном школом.
Године 1971. Школа отвара свој школски центар, 6. фебруара . Маја исте године, Школа мења назив у: Школа за квалификоване раднике „Милентије Поповић".
Дана 24. марта поново мења име у: Центар за усмерено образовање „Милентије Поповић" сходно закону о усмереном образовању.
Грађевинска струка која се у дужем периоду задржала у Центру није била више привлачна за ученике па се престало са уписом овог профила школске 1983/84.
У школској 1987/88 на захтев Индустрије одеће Први мај, први пут се школују полазници за пети степен стручности односно специјалистички степен. Само је те школске године и наредне било овакво школовање конфекционара.
Јануара 1990. године је Скупштина СР Југославије донела нов закон о образовању где се деле средње школе на гимназије или стручне. Са новом законском регулативом, Школа поново мења име у Техничка школа „Милентије Поповић".
Школа ће још једном променити име у Техничка школа Пирот.

## Настава
Настава се данас одвија за 4 образовна профила:
- Образовни профил електротехника:

техничар мехатронике,
електротехничар рачунара,
електромонтер мрежа и постројења,
електроинсталатер,
електротехничар информационих технологија,
електромеханичар за термичке и расхладне уређаје,
електротехничар за електронику на возилима
- Образовни профил машинство:

аутомеханичар,
инсталатер,
механичар грејне и расхладне техника,
машински техничар за компјутерско управљање,
техничар за компјутерско управљање
- Образовни профил саобраћај:

техничар друмског саобраћаја,
возач моторних возила
- Образовни профил текстилство:

конфекционар текстила - оглед
Директор Техничке школе је Милан Божић.